# Acer oligocarpum
Acer oligocarpum är en kinesträdsväxtart som beskrevs av W.P. Fang & L.C. Hu. Acer oligocarpum ingår i släktet lönnar, och familjen kinesträdsväxter. Utöver nominatformen finns också underarten A. o. caloneurum.